# Kurt Drawert

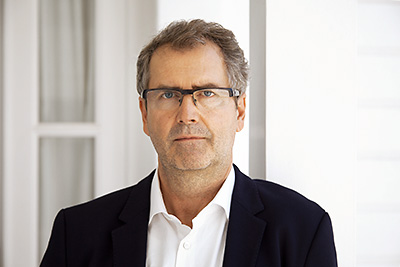
Kurt Drawert 2015

Kurt Drawert (* 15. März 1956 in Hennigsdorf) ist ein deutscher Schriftsteller.

## Leben
Kurt Drawert – Sohn eines Kriminalpolizisten – wuchs in Borgsdorf und Hohen Neuendorf bei Berlin sowie ab 1967 in Dresden auf. Er absolvierte eine Ausbildung zum Facharbeiter für Elektronik und holte später auf einer Abendschule das Abitur nach. Er übte verschiedene Hilfstätigkeiten aus, u. a. in einer Bäckerei, bei der Post und als Hilfskraft in der Sächsischen Landesbibliothek Dresden. Von 1982 bis 1985 studierte Drawert am Literaturinstitut Johannes R. Becher in Leipzig, wo er ab 1984 auch seinen Wohnsitz hatte. Seit 1986 ist er als freier Schriftsteller tätig. 1993 zog er nach Osterholz-Scharmbeck bei Bremen. Es folgten Auslandsreisen, u. a. nach Australien, Brasilien und Russland. Seit 1996 lebt Drawert in Darmstadt, wo er 1998 die Darmstädter Textwerkstatt und 2004 das Zentrum für neue Literatur gegründet hat.
Kurt Drawert, der bis zu seinem Austritt 1996 dem P.E.N.-Zentrum Deutschland angehörte, ist Mitglied der Freien Akademie der Künste zu Leipzig. 2014 wählte ihn die Deutsche Akademie für Sprache und Dichtung zum Mitglied. Seit 2018 ist er Mitglied der Sächsischen Akademie der Künste.

## Werke

### Autorschaft
- Zweite Inventur. Gedichte. Berlin/Weimar 1987, ISBN 3-351-00637-3.
- Privateigentum. Gedichte. Frankfurt am Main 1989, ISBN 3-518-11584-7.
- Spiegelland. Ein deutscher Monolog. Roman. Frankfurt am Main 1992, ISBN 3-518-11715-7.
- Haus ohne Menschen. Zeitmitschriften. Essays. Frankfurt am Main 1993, ISBN 3-518-11831-5.
- Fraktur. Lyrik, Prosa, Essay. Leipzig 1994, ISBN 3-379-01492-3.
- Alles ist einfach. Theaterstück. UA: Staatstheater Darmstadt 1995.
- Alles ist einfach. Stück in sieben Szenen. Frankfurt am Main 1995, ISBN 3-518-11951-6.
- In dieser Lage. Erzählung. Edition Villa Massimo, Rom 1995.
- Revolten des Körpers. Essay. Stuttgart 1995, ISBN 3-929085-22-4.
- Tauben in ortloser Landschaft. Gedichte. Offizin S., Meran 1996.
- Wo es war.Gedichte. Frankfurt am Main 1996, ISBN 3-518-40748-1.

- Steinzeit. Prosa und Theaterstück. Frankfurt am Main 1999, ISBN 3-518-12151-0. Uraufführung, Staatstheater Darmstadt 1999.
- Nacht. Fabriken. Prosa. Wien 2001, ISBN 3-902113-02-2.
- Reisen im Rückwärtsgang. Essay. Zürich/Hamburg 2001, ISBN 3-7160-2282-9.
- Rückseiten der Herrlichkeit. Essays. Frankfurt am Main 2001, ISBN 3-518-12211-8.
- Frühjahrskollektion. Gedichte. Frankfurt am Main 2002, ISBN 3-518-41304-X.
- Emma. Ein Weg. Flaubert-Essay. Wien 2005, ISBN 3-85449-228-6.
- Monsieur Bovary. Theaterstück. UA: Stückemarkt, Berlin 2006.
- Ich hielt meinen Schatten für einen anderen und grüßte. Roman, München 2008, ISBN 978-3-406-57688-1.
- Das Gegenteil von gar nichts. Theaterstück, UA: Staatstheater Darmstadt 2010.
- Idylle, rückwärts. Gedichte aus drei Jahrzehnten. München 2011, ISBN 978-3-406-61263-3.
- Schreiben. Vom Leben der Texte. Monographie. München 2012, ISBN 978-3-406-63945-6.
- Provokationen der Stille. Kritiken und Essays zur Literatur 1994–2011. Darmstadt 2012, ISBN 978-3-87390-310-4.
- Spiegelland. Roman, Prosa, Material. Wiesbaden 2015, ISBN 978-3-939557-19-7. Neuauflage als Spiegelland. Ein deutscher Monolog. Beck, München 2020, ISBN 978-3-406-75540-8.
- Was gewesen sein wird. Essays 2004 bis 2014. C. H. Beck, München 2015, ISBN 978-3-406-67488-4.
- Der Körper meiner Zeit. Gedicht. C. H. Beck, München 2016, ISBN 978-3-406-69801-9.
- Dresden. Die zweite Zeit. Roman. C. H. Beck, München 2020, ISBN 978-3-406-75477-7.
- Spiegelland. Ein deutscher Monolog. Roman. NA, C. H. Beck, München 2020 ISBN 978-3-406-75540-8
- Die große Abwesenheit. Essays, Reden, Figuren der Literatur. Spector Books, Leipzig 2023, ISBN 978-3-95905-608-3.
- Alles neigt sich zum Unverständlichen hin. Gedicht. C. H. Beck, München 2024, ISBN 978-3-406-81379-5

### Herausgeberschaft
- Die Wärme, die Kälte des Körpers des Andern. Berlin/Weimar 1988, ISBN 3-351-01294-2.
- Karl Krolow: Wenn die Schwermut Fortschritte macht. Leipzig 1990, ISBN 3-379-00571-1.
- Das Jahr 2000 findet statt. Essays. Frankfurt am Main 2000, ISBN 3-518-12136-7.
- Michael Krüger: Archive des Zweifels. Gedichte aus drei Jahrzehnten. Hrsg. und mit einem Nachwort von Kurt Drawert. Frankfurt am Main 2000, ISBN 3-518-39795-8.
- La Poésie Allemande Contemporaine. Paris 2001.
- Lagebesprechung. Frankfurt am Main 2001, ISBN 3-518-39797-4.
- Wer Erz will, muss tief in den Stollen. Zentrum junge Literatur, Darmstadt 2003.
- Jeder Tag ist zu lang. Zentrum junge Literatur, Darmstadt 2004.
- Hölderlin im ZDF. Zentrum junge Literatur, Darmstadt 2007.
- Wladimir Majakowski: Liebesgedichte. Ausgewählt und mit einem Nachwort von Kurt Drawert. Frankfurt am Main 2008, ISBN 978-3-458-35047-7.
- Die Haltbarkeit des Glücks. Zentrum junge Literatur, Darmstadt 2009.
- Choi Seung-Ho: Autobiographie aus Eis. Gedichte. Aus dem Koreanischen von Kyunghee Park und Kurt Drawert, mit einem Nachwort von Kurt Drawert. Göttingen 2011, ISBN 978-3-8353-0976-0.
- Steinbruch. Zentrum junge Literatur, Darmstadt 2012.
- Kasinostraße 3. Poetenladen, Leipzig 2014.
- Franz Kafka: Die Verwandlung. Hrsg. und mit einem Nachwort versehen von Kurt Drawert. München 2014. ISBN 978-3-406-65992-8.
- Die Signatur deiner Augen. Junge Lyrik aus Deutschland und der Türkei, zweisprachig. Wiesbaden 2015, ISBN 978-3-945550-12-0.
- Das Eigene im Anderen. Istanbul. 20 Jahre Darmstädter Textwerkstatt. poetenladen Verlag, Februar 2018, ISBN 978-3-940691-90-3.
- Elke Barker: Und zwischen uns das Meer. Erzählungen. edition Darmstädter Textwerkstatt, Band 1, axel dielmann-verlag, Frankfurt am Main 2022. ISBN 978-3-86638-370-8.
- Risse und Welt. 25 Jahre Darmstädter Textwerkstatt, axel dielmann-verlag, Frankfurt am Main 2023. ISBN 978-3-86638-380-7.

## Auszeichnungen
- 1989: Leonce-und-Lena-Preis
- 1990: Stipendium im Künstlerhaus Selk, Schleswig-Holstein
- 1990: Stipendium der Villa Waldberta, Feldafing/Bayern
- 1992: Literaturpreis der Jürgen Ponto-Stiftung
- 1992: Stipendium im Atelierhaus Worpswede
- 1993: Alfred-Döblin-Stipendium im Künstlerhaus Wewelsfleth
- 1993: Lyrikpreis Meran, Italien
- 1993: Ingeborg-Bachmann-Preis in Klagenfurt, Österreich
- 1994: Uwe-Johnson-Preis
- 1994: Stipendium auf Schloss Solitude, Stuttgart
- 1995: Förderpreis Essay der Stiftung Niedersachsen
- 1995: Zusatzpreis zum Christine-Lavant-Preis, Österreich
- 1995/96: Stipendium in der Deutschen Akademie Villa Massimo in Rom
- 1997: Nikolaus-Lenau-Preis
- 1998: Stipendium Villa Decius, Krakau
- 1999: Moldaustipendium des Hessischen Ministeriums für Wissenschaft und Kunst
- 1999: Stipendium der Stiftung Künstlerdorf Schöppingen
- 2001: Stadtschreiber in Bordeaux
- 2000/2001: Arno-Schmidt-Stipendiat
- 2001: Otto Braun-Ehrengabe der Deutschen Schillerstiftung
- 2002: Stipendium im Künstlerhaus Edenkoben
- 2004: Stipendium im Herrenhaus Edenkoben
- 2007: Stipendium Deutscher Literaturfonds
- 2008: Rainer-Malkowski-Preis, gemeinsam mit Adolf Endler
- 2010: New-York-Stipendium, Deutscher Literaturfonds[3]
- 2013: Werner-Bergengruen-Preis[4]
- 2013: Stipendium im Literaturhaus Prag, Tschechien
- 2014: Stipendium in der Kulturakademie Tarabya, Istanbul, Türkei
- 2014: Robert-Gernhardt-Preis, für sein Werk Verständnis und Abfall[5]
- 2015: Stipendium im Literaturhaus Aarau, Lenzburg, Schweiz
- 2015: Stipendium Deutscher Literaturfonds
- 2017: Lessing-Preis des Freistaates Sachsen
- 2018: Dresdner Stadtschreiber
- 2020: Georg-Christoph-Lichtenberg-Preis[6]
- 2020/2021: Stipendium in der Villa Aurora
- 2021: Walter-Kempowski-Preis für biografische Literatur des Landes Niedersachsen[7][8]
- 2023: Italo-Svevo-Preis[9]